# Livilliers
Livilliers est une commune française située dans le département du Val-d'Oise en région Île-de-France.

## Géographie

### Description

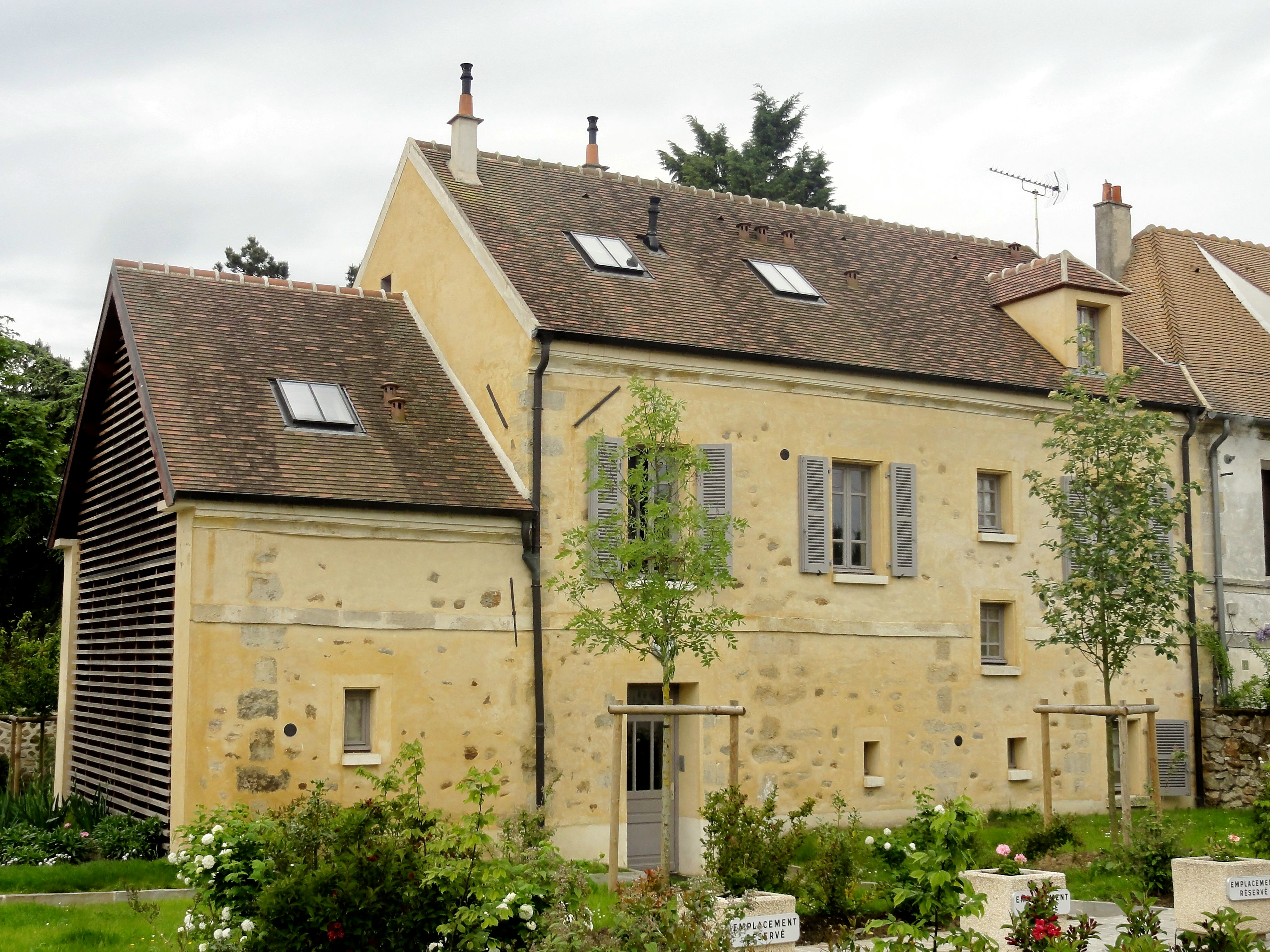
Paysage de la commune : maison ancienne à l'ouest de l'église.

Livillers est un village périurbain du Vexin français dans le Val-d'Oise, situé à 5 km au nord de Pontoise, à 30 km au nord-ouest de Paris, à 34 km au sud-est de Gisors et à 42 km au sud de Beauvais.
Le village est situé sur le plateau céréalier du Vexin français et dans le périmètre du Parc naturel régional du Vexin français. Il est aisément accessible par les anciennes routes nationales RN 15 et RN 327 (actuelles RD 915 et 927).
Le sentier de grande randonnée GR1 traverse le territoire de la commune, il se prolonge vers Épiais-Rhus au nord-ouest et Ennery au sud.

### Communes limitrophes
| Épiais-Rhus | Vallangoujard |                     |
| Génicourt   | Livilliers    | Hérouville-en-Vexin |
| Ennery      |               |                     |

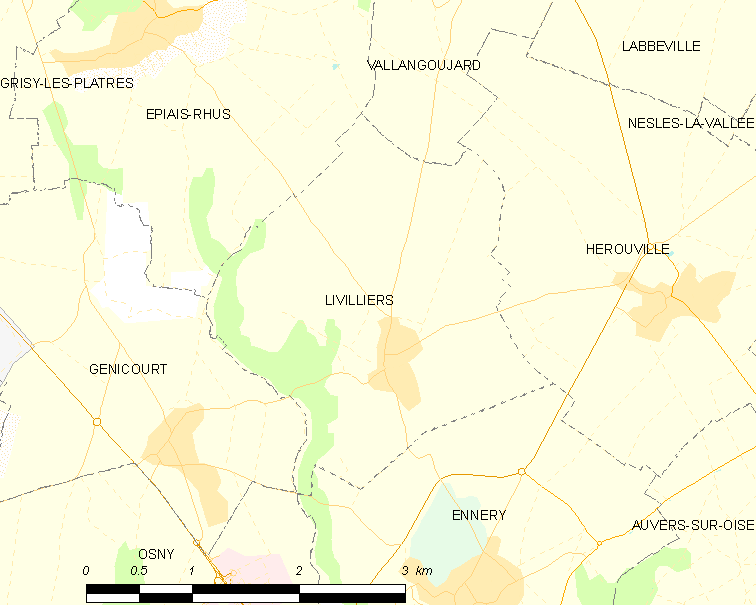
Carte de la commune.
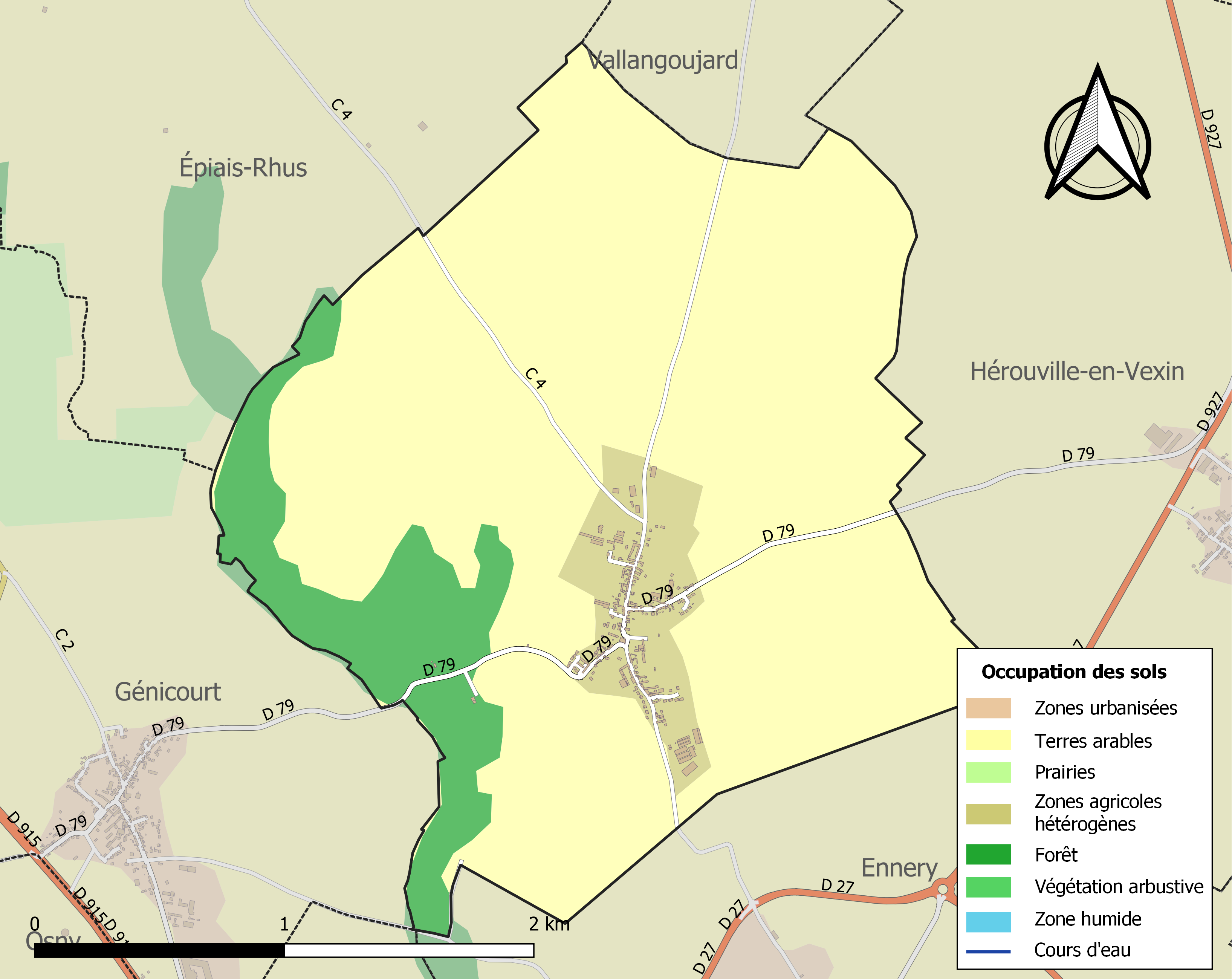
Occupation des sols.

### Climat
Pour des articles plus généraux, voir Climat de l'Île-de-France et Climat du Val-d'Oise.
En 2010, le climat de la commune est de type climat océanique dégradé des plaines du Centre et du Nord, selon une étude du CNRS s'appuyant sur une série de données couvrant la période 1971-2000. En 2020, Météo-France publie une typologie des climats de la France métropolitaine dans laquelle la commune est exposée à un climat océanique et est dans la région climatique  Sud-ouest du bassin Parisien, caractérisée par une faible pluviométrie, notamment au printemps (120 à 150 mm) et un hiver froid (3,5 °C). 
Pour la période 1971-2000, la température annuelle moyenne est de 11,2 °C, avec une amplitude thermique annuelle de 15 °C. Le cumul annuel moyen de précipitations est de 694 mm, avec 10,4 jours de précipitations en janvier et 7,8 jours en juillet. Pour la période 1991-2020, la température moyenne annuelle observée sur la station météorologique la plus proche, située sur la commune de Pontoise à 5 km à vol d'oiseau, est de 12,5 °C et le cumul annuel moyen de précipitations est de 666,7 mm,. Pour l'avenir, les paramètres climatiques de la commune estimés pour 2050 selon différents scénarios d'émission de gaz à effet de serre sont consultables sur un site dédié publié par Météo-France en novembre 2022.
| Mois                                  | jan.             | fév.             | mars          | avril         | mai           | juin           | jui.         | août           | sep.        | oct.            | nov.           | déc.             | année      |
| ------------------------------------- | ---------------- | ---------------- | ------------- | ------------- | ------------- | -------------- | ------------ | -------------- | ----------- | --------------- | -------------- | ---------------- | ---------- |
| Température minimale moyenne (°C)     | 2,7              | 2,6              | 4,5           | 6,4           | 9,8           | 13             | 14,9         | 14,7           | 11,7        | 9,1             | 5,6            | 3,3              | 8,2        |
| Température moyenne (°C)              | 5,3              | 5,8              | 8,8           | 11,7          | 15,2          | 18,4           | 20,5         | 20,4           | 16,9        | 13              | 8,5            | 5,7              | 12,5       |
| Température maximale moyenne (°C)     | 7,8              | 9,1              | 13,1          | 16,9          | 20,5          | 23,8           | 26,1         | 26,2           | 22,2        | 17              | 11,5           | 8,2              | 16,9       |
| Record de froid (°C) date du record   | −12,5 01.01.1997 | −12,3 07.02.1991 | −8,1 01.03.05 | −2,4 08.04.03 | −0,5 06.05.19 | 1,8 05.06.1991 | 6 04.07.1990 | 5,6 26.08.1993 | 0 30.09.18  | −3,6 30.10.1997 | −10 24.11.1998 | −10,4 29.12.1996 | −12,5 1997 |
| Record de chaleur (°C) date du record | 16,7 18.01.07    | 21,5 27.02.19    | 25,8 16.03.12 | 29,8 29.04.10 | 32,9 27.05.05 | 39,7 27.06.11  | 40 01.07.15  | 40 09.08.20    | 36 15.09.20 | 31,1 01.10.11   | 22 08.11.15    | 17,5 17.12.15    | 40 2020    |
| Précipitations (mm)                   | 57,9             | 52,1             | 49,4          | 45,4          | 62,2          | 53,5           | 49           | 52,9           | 46,3        | 63,9            | 59             | 75,1             | 666,7      |

## Urbanisme

### Typologie
Au 1er janvier 2024, Livilliers est catégorisée commune rurale à habitat dispersé, selon la nouvelle grille communale de densité à sept niveaux définie par l'Insee en 2022.
Elle est située hors unité urbaine. Par ailleurs la commune fait partie de l'aire d'attraction de Paris, dont elle est une commune de la couronne,. Cette aire regroupe 1 929 communes,.

## Toponymie

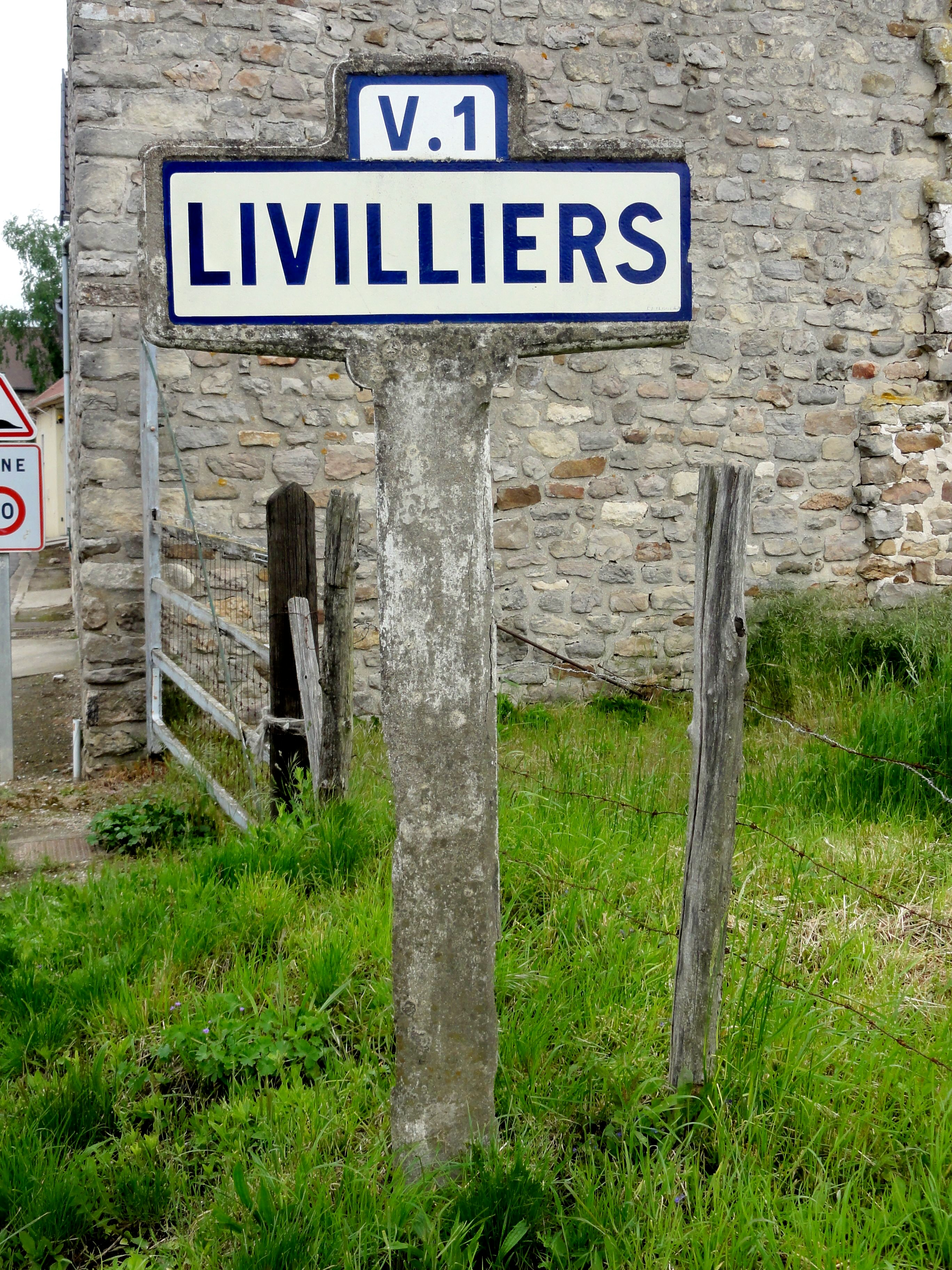
Plaque Michelin d'entrée du village.

Linvillaria en 1086, Liberiacum ou Livriacum en 1210, Livry-en-l’Aulnois  au XIIIe siècle.
Anciennement Linvillerium, que l'on peut traduire par Linivilleriem : « village où l'on cultive beaucoup de lin ».[réf. nécessaire]

## Histoire
Dépendance de l'abbaye Saint-Martin de Pontoise, le village n'est  érigé en paroisse qu'en 1175.

## Politique et administration

### Rattachements administratifs et électoraux

#### Rattachements administratifs
Antérieurement à la loi du 10 juillet 1964, la commune faisait partie du département de Seine-et-Oise. La réorganisation de la région parisienne en 1964 fit que la commune appartient désormais au département du Val-d'Oise et à son arrondissement de Pontoise après un transfert administratif effectif au 1er janvier 1968.
Elle faisait partie de 1806 à 1951 du canton de L'Isle-Adam, année où elle intègre le canton de Pontoise de Seine-et-Oise. Lors de la mise en place du Val-d'Oise, la ville intègre le canton de Saint-Ouen-l'Aumône, puis, en 1976, le canton de la Vallée du Sausseron. Dans le cadre du redécoupage cantonal de 2014 en France, cette circonscription administrative territoriale a disparu, et le canton n'est plus qu'une circonscription électorale.

#### Rattachements électoraux
Pour les élections départementales, la commune est membre depuis 2014 du canton de Pontoise
Pour l'élection des députés, elle fait partie de la première circonscription du Val-d'Oise.

### Intercommunalité
Livillers est membre fondateur  de la communauté de communes Sausseron Impressionnistes, un établissement public de coopération intercommunale (EPCI) à fiscalité propre créé fin 2002 et auquel la commune a transféré un certain nombre de ses compétences, dans les conditions déterminées par le code général des collectivités territoriales.

### Liste des maires
| Période                                  | Période                       | Identité          | Étiquette | Qualité                        |
| ---------------------------------------- | ----------------------------- | ----------------- | --------- | ------------------------------ |
| Les données manquantes sont à compléter. |                               |                   |           |                                |
| mars 2001                                | 2008                          | Jacques Tournaire | DVD       |                                |
| mars 2008                                | 2014                          | Pascal Duquesne   |           |                                |
| 2014                                     | En cours (au 2 décembre 2020) | Marion Walter     |           | Réélu pour le mandat 2020-2026 |

## Démographie
L'évolution du nombre d'habitants est connue à travers les recensements de la population effectués dans la commune depuis 1793. Pour les communes de moins de 10 000 habitants, une enquête de recensement portant sur toute la population est réalisée tous les cinq ans, les populations de référence des années intermédiaires étant quant à elles estimées par interpolation ou extrapolation. Pour la commune, le premier recensement exhaustif entrant dans le cadre du nouveau dispositif a été réalisé en 2006.

En 2022, la commune comptait 386 habitants, en évolution de −0,26 % par rapport à 2016 (Val-d'Oise : +4 %, France hors Mayotte : +2,11 %).
| 1793 | 1800 | 1806 | 1821 | 1831 | 1836 | 1841 | 1846 | 1851 |
| ---- | ---- | ---- | ---- | ---- | ---- | ---- | ---- | ---- |
| 246  | 270  | 232  | 269  | 255  | 257  | 268  | 232  | 223  |

| 1856 | 1861 | 1866 | 1872 | 1876 | 1881 | 1886 | 1891 | 1896 |
| ---- | ---- | ---- | ---- | ---- | ---- | ---- | ---- | ---- |
| 228  | 230  | 234  | 228  | 224  | 240  | 219  | 201  | 211  |

| 1901 | 1906 | 1911 | 1921 | 1926 | 1931 | 1936 | 1946 | 1954 |
| ---- | ---- | ---- | ---- | ---- | ---- | ---- | ---- | ---- |
| 219  | 186  | 194  | 184  | 184  | 181  | 164  | 154  | 202  |

| 1962 | 1968 | 1975 | 1982 | 1990 | 1999 | 2006 | 2011 | 2016 |
| ---- | ---- | ---- | ---- | ---- | ---- | ---- | ---- | ---- |
| 188  | 203  | 249  | 246  | 386  | 367  | 352  | 386  | 387  |

| 2021 | 2022 | - | - | - | - | - | - | - |
| ---- | ---- | - | - | - | - | - | - | - |
| 384  | 386  | - | - | - | - | - | - | - |

## Culture locale et patrimoine

### Lieux et monuments

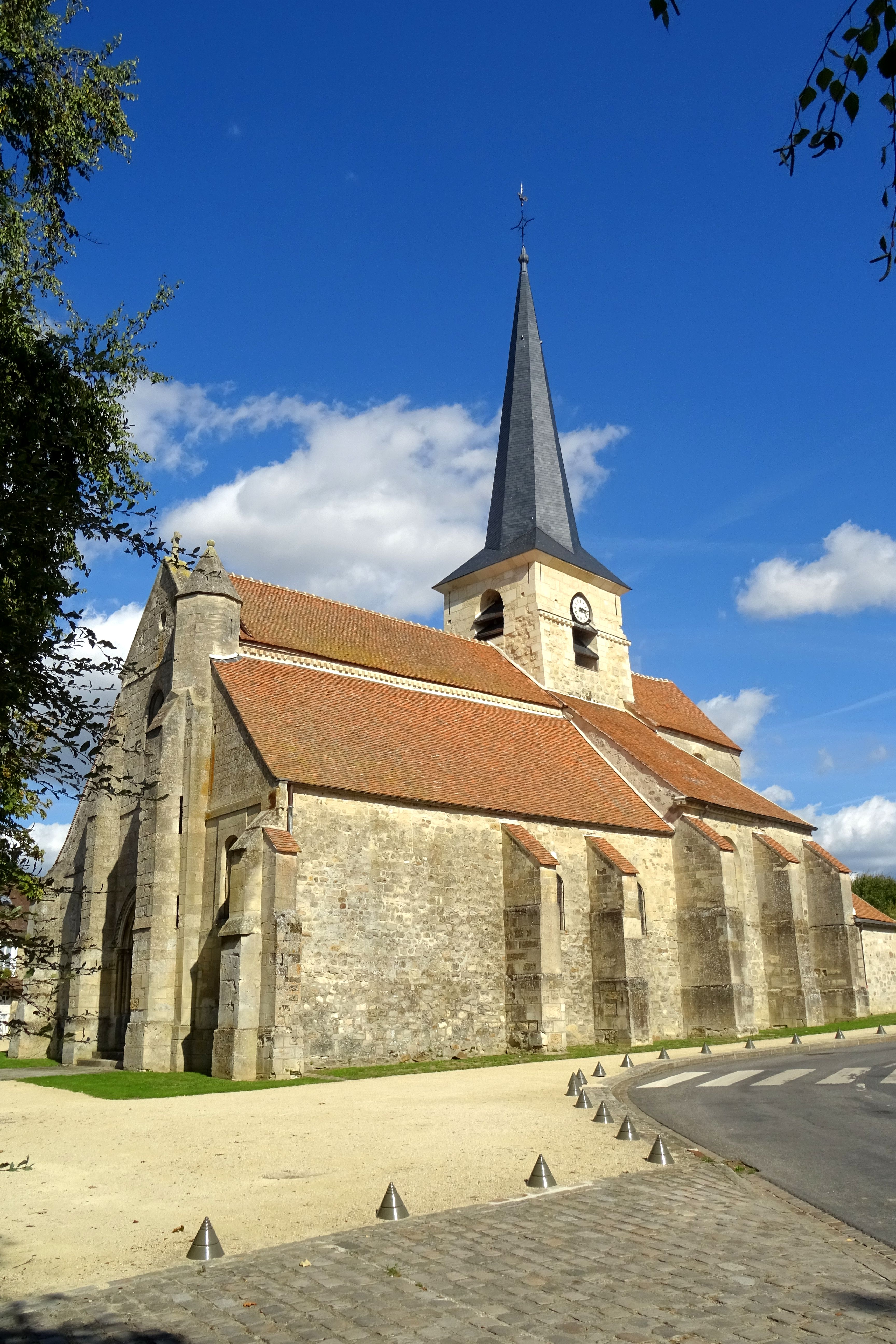
L'église.

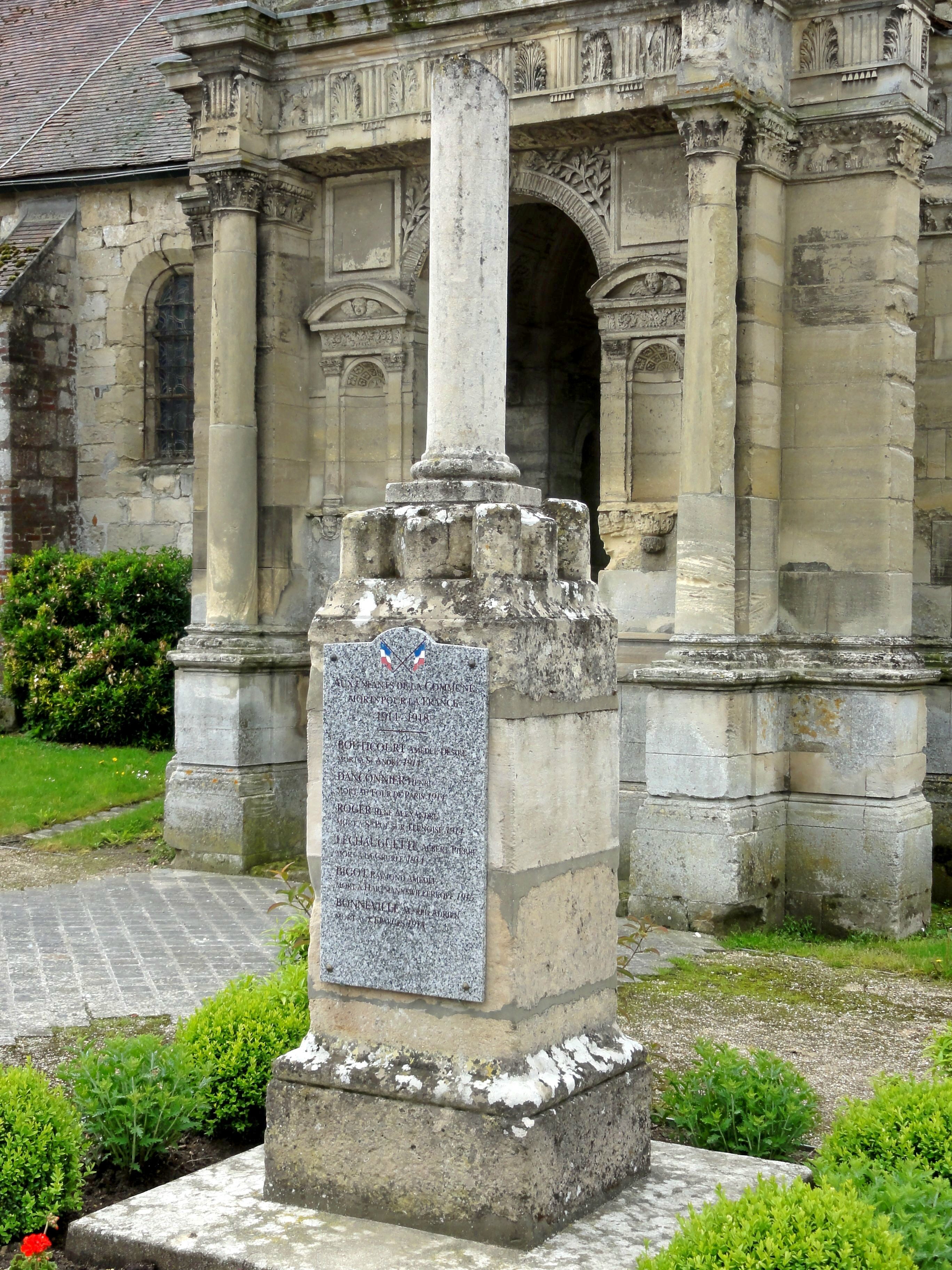
Le monument aux morts.

Livilliers compte un unique monument historique sur son territoire.
- Église Notre-Dame-de-la-Nativité-et-Saint-Fiacre (classée monument historique en 1936[23]) : La chapelle de Livilliers fut donnée à l'abbaye Saint-Martin de Pontoise avant 1150, et elle est érigée en église paroissiale en 1175. Peu de temps après, débute la construction de l'édifice actuel, en intégrant le clocher roman préexistant. En dépit de ses dimensions modestes, le maître d'œuvre de l'église de Livilliers adopte, pour la nef, une élévation à trois niveaux inspirée de Notre-Dame de Paris. C'est donc la plus petite église de la région a présenter un faux triforium au-dessus des grandes arcades. En revanche, le chœur se limite à une seule travée terminée par un chevet plat, éclairé par une baie à deux lancettes analogue aux arcades du triforium simulé. On peut ajouter au chœur liturgique la travée sous le clocher central, reprise en sous-œuvre vers la fin du XVIIe siècle, quand l'étage de beffroi est également reconstruit. Des chapelles à deux travées flanquent la base du clocher et le chœur de chaque côté. Des doutes pèsent sur le voûtement ou non des bas-côtés de la nef au moment de leur construction. Inachevées ou effondrées, ces voûtes sont absentes depuis plusieurs siècles tout au moins. En 1560 et 1563, des marchés sont conclus avec le maître-maçon Garnot Gerbault, de Pontoise, pour reconstruire le bas-côté nord, avec voûtes d'ogives, et notamment construire un porche devant le portail latéral de la troisième travée du bas-côté nord. Cette œuvre de la Renaissance constitue certainement l'exemplaire le plus abouti dans son genre dans le Vexin français, où ce courant architectural a laissé beaucoup de traces, et fait la réputation de l'église de Livilliers dans l'histoire de l'art. Concernant les parties gothiques, elles sont assez tôt victimes de désordres de structure du fait de l'absence d'arc-boutants. Des dispositifs provisoires sont mis en place par les habitants afin de maintenir la stabilité de la structure, qui remplissent tant bien que mal leur mission, mais les problèmes s'aggravent au XXIe siècle, et l'église est fermée par un arrêté de péril le 11 septembre 2014. Le statut de monument historique permet à la commune de solliciter des subventions de l'État. La municipalité avait déjà commandé un diagnostic l'année précédente, et engage deux importantes campagnes de restauration entre 2017 et fin 2019. Dès le 23 janvier 2020, l'église peut rouvrir[24],[25],[26],[27],[28],[29],[30]

On peut également signaler : 
- Le monument aux morts, au nord de l'église.

### Personnalités liées à la commune
- Fernande Moittié (1909-1964), nageuse, décédée à Livilliers
- Elmire Vautier (1897-1954), actrice, décédée à Livilliers

### Héraldique
| Blason de Livilliers | Blason  | Deux écus accolés : - Écartelé d'argent à une aigle bicéphale (au vol abaissé) de sable, becquée, membrée et couronnée de gueules ; et de gueules à la bande d'or. - De gueules à une tête de cheval d'argent accompagnée de huit roses d'or ordonnées en orle. |
| Blason de Livilliers | Détails | Le statut officiel du blason reste à déterminer. |